# Nederlandse kampioenschappen indooratletiek 2005
De Nederlandse kampioenschappen indooratletiek 2005 werden gehouden in Gent van op zaterdag 19 februari 2005.

## Uitslagen

### 60 m
| rang   | atleet             | prestatie |
| ------ | ------------------ | --------- |
| Goud   | Daniel van Leeuwen | 6,75 s    |
| Zilver | Maarten Heisen     | 6,84 s    |
| Brons  | Jerry Joseph       | 6,87 s    |

| rang   | atlete                | prestatie |
| ------ | --------------------- | --------- |
| Goud   | Pascal van Assendelft | 7,49 s    |
| Zilver | Mami Awuah Asante     | 7,58 s    |
| Brons  | Rosina Hodde          | 7,76 s    |

### 200 m
| rang   | atleet             | prestatie |
| ------ | ------------------ | --------- |
| Goud   | Guus Hoogmoed      | 21,09 s   |
| Zilver | Patrick van Balkom | 21,39 s   |
| Brons  | Daniel de Wild     | 21,97 s   |

| rang   | atlete             | prestatie |
| ------ | ------------------ | --------- |
| Goud   | Jacqueline Poelman | 23,49 s   |
| Zilver | Annemarie Kramer   | 24,45 s   |
| Brons  | Judith Baarssen    | 24,66 s   |

### 400 m
| rang   | atleet               | prestatie |
| ------ | -------------------- | --------- |
| Goud   | Robert Lathouwers    | 47,94 s   |
| Zilver | Youssef el Rhalfioui | 48,34 s   |
| Brons  | Peter Wolters        | 48,36 s   |

| rang   | atlete               | prestatie |
| ------ | -------------------- | --------- |
| Goud   | Annemarie Schulte    | 53,74 s   |
| Zilver | Henrieke Krommendijk | 54,90 s   |
| Brons  | Henrieke Popken      | 55,08 s   |

### 800 m
| rang   | atleet            | prestatie |
| ------ | ----------------- | --------- |
| Goud   | Arnoud Okken      | 1.50,23   |
| Zilver | Marijn v/d Putten | 1.51,16   |
| Brons  | Michiel Löschner  | 1.51,28   |

| rang   | atlete            | prestatie |
| ------ | ----------------- | --------- |
| Goud   | Marjolein de Jong | 2.04,20   |
| Zilver | Lotte Visschers   | 2.06,84   |
| Brons  | Anne van den Hurk | 2.10,55   |

### 1500 m
| rang   | atleet        | prestatie |
| ------ | ------------- | --------- |
| Goud   | Bob Winter    | 3.53,46   |
| Zilver | Bas Eefting   | 3.53,68   |
| Brons  | Marco Vermond | 3.56,46   |

| rang   | atlete           | prestatie |
| ------ | ---------------- | --------- |
| Goud   | Corine van Beek  | 4.44,59   |
| Zilver | Nina Mathijssen  | 4.54,65   |
| Brons  | Jamie Schumacher | 5.02,22   |

### 3000 m
| rang   | atleet        | prestatie |
| ------ | ------------- | --------- |
| Goud   | Simon Vroemen | 8.22,66   |
| Zilver | Dennis Licht  | 8.22,92   |
| Brons  | Dirk de Heer  | 8.26,93   |

| rang   | atlete               | prestatie |
| ------ | -------------------- | --------- |
| Goud   | Marlies Overbeeke    | 9.36,84   |
| Zilver | Isabelle Heusinkveld | 10.18,53  |
| Brons  | Rian van der Burgt   | 10.19,28  |

### 5000 m snelwandelen
| rang   | atleet             | prestatie |
| ------ | ------------------ | --------- |
| Goud   | Harold van Beek    | 23.30,56  |
| Zilver | Pedro Huntjens     | 23.54,66  |
| Brons  | Jacques van Bremen | 23.59,10  |

### 60 m horden
| rang   | atleet                | prestatie |
| ------ | --------------------- | --------- |
| Goud   | Marcel van der Westen | 7,75 s    |
| Zilver | Gregory Sedoc         | 7,76 s    |
| Brons  | Virgil Spier          | 7,80 s    |

| rang   | atlete             | prestatie |
| ------ | ------------------ | --------- |
| Goud   | Laurien Hoos       | 8,38 s    |
| Zilver | Rosina Hodde       | 8,38 s    |
| Brons  | Femke van der Meij | 8,43 s    |

### verspringen
| rang   | atleet         | prestatie |
| ------ | -------------- | --------- |
| Goud   | Jurgen Cools   | 7,73 m    |
| Zilver | Chiel Warners  | 7,23 m    |
| Brons  | Frank Koopmans | 7,12 m    |

| rang   | atlete          | prestatie |
| ------ | --------------- | --------- |
| Goud   | Karin Ruckstuhl | 6,29 m    |
| Zilver | Mirjam Boxhoorn | 6,06 m    |
| Brons  | Anja Mulder     | 6,01 m    |

### hink-stap-springen
| rang   | atleet           | prestatie |
| ------ | ---------------- | --------- |
| Goud   | Ellsworth Manuel | 15,14 m   |
| Zilver | Martijn Delissen | 14,61 m   |
| Brons  | Maarten Bouwman  | 14,56 m   |

| rang   | atlete                    | prestatie |
| ------ | ------------------------- | --------- |
| Goud   | Marloes Strooper-Lammerts | 12,18 m   |
| Zilver | Marlon Dek                | 11,93 m   |
| Brons  | Anja Mulder               | 11,88 m   |

### hoogspringen
| rang   | atleet           | prestatie |
| ------ | ---------------- | --------- |
| Goud   | Jan Peter Larsen | 2,15 m    |
| Zilver | Bas Oberndorff   | 2,04 m    |
| Brons  | Paul Jongmans    | 2,04 m    |

| rang   | atlete                    | prestatie |
| ------ | ------------------------- | --------- |
| Goud   | Marloes Strooper-Lammerts | 1,75 m    |
| Zilver | Remona Fransen            | 1,75 m    |
| Brons  | Titia van Osch            | 1,72 m    |

### polsstokhoogspringen
| rang   | atleet            | prestatie |
| ------ | ----------------- | --------- |
| Goud   | Rens Blom         | 5,60 m    |
| Zilver | Laurens Looije    | 5,40 m    |
| Brons  | Robert-Jan Jansen | 5,00 m    |

| rang   | atlete              | prestatie |
| ------ | ------------------- | --------- |
| Goud   | Sandra van der Geer | 3,95 m    |
| Zilver | Monique de Wilt     | 3,85 m    |
| Brons  | Rianna Galiart      | 3,75 m    |

### kogelstoten
| rang   | atleet        | prestatie |
| ------ | ------------- | --------- |
| Goud   | Rutger Smith  | 20,23 m   |
| Zilver | Erik Cadée    | 17,45 m   |
| Brons  | Tom Corstjens | 16,33 m   |

| rang   | atlete             | prestatie |
| ------ | ------------------ | --------- |
| Goud   | Lieja Tunks-Koeman | 18,03 m   |
| Zilver | Denise Kemkers     | 15,89 m   |
| Brons  | Elise Knetemann    | 14,76 m   |

1969 · 
1970 · 
1971 · 
1972 · 
1973 · 
1974 · 
1975 · 
1976 · 
1977 · 
1978 · 
1979 ·
1980 · 
1981 · 
1982 · 
1983 · 
1984 · 
1985 · 
1986 · 
1987 · 
1988 · 
1989 · 
1990 · 
1991 · 
1992 · 
1993 · 
1994 · 
1995 · 
1996 · 
1997 · 
1998 · 
1999 · 
2000 · 
2001 · 
2002 · 
2003 · 
2004 · 
2005 · 
2006 · 
2007 · 
2008 · 
2009 · 
2010 · 
2011 · 
2012 · 
2013 · 
2014 ·
2015 ·
2016 ·
2017 ·
2018 ·
2019 · 
2020 · 
2021 · 
2022 · 
2023 · 
2024 · 
2025